# The Love Club (canção)
"The Love Club" é uma canção da cantora e compositora neo-zelandesa Lorde, gravada para o seu extended play (EP) de estreia, intitulado The Love Club (2013). Foi composta por Lorde em colaboração com o músico Joel Little, que ainda ficou a cargo da produção e arranjos. Após o lançamento do EP, a canção foi recebida com opiniões positivas pela crítica especialista em música contemporânea e atingiu um máximo de número três na tabela de singles nacionais da Nova Zelândia e posicionou-se no 17.° posto da tabela de singles do mesmo país. Devido ao seu desempenho nas tabelas musicais naquele território, "The Love Club" recebeu o certificado de disco de ouro pela associação Recorded Music NZ (RMNZ) por ter vendido mais de sete mil e quinhentos exemplares.

## Antecedentes e lançamento
"'The Love Club' é sobre uma experiência que tive há cerca de um ano na qual conheci um monte de pessoas novas com as quais estabeleci amizade. Isso aconteceu da noite-para-o-dia, e eu não conseguia pensar em qualquer outra coisa além dos meus amigos e a nossa situação. Então comecei a aperceber-me que talvez aquele grupo não era assim tão bom para mim, e que os meus velhos amigos e a minha família eram as pessoas com quem eu deveria estar. É sobre ser sugado para esse mundo louco, e estar completamente apaixonado."

— Lorde explicando o significado lírico da canção em entrevista à New York Magazine.
A partir dos seus 14 anos anos de idade, Ella Maria Lani Yelich-O'Connor começou a trabalhar com a distribuidora fonográfica Universal a fim de desenvolver a sua sonoridade musical, bem como a sua visão artística. Anteriormente, em Agosto de 2009, quando Yelich-O'Connor tinha apenas 12 anos, Ian McDonald, pai do seu amigo Louis McDonald, que também era músico, enviou a Scott Maclachlan, o gerente de A&R da Universal, duas gravações caseiras: um áudio de Louis e Ella a fazerem uma versão do êxito "Warwick Avenue" (2008) da cantora Duffy, e um vídeo de ela sozinha a cantar "Mama Do (Uh Oh, Uh Oh)" (2009) de Pixie Lott. Maclachlan mais tarde assinou a jovem na Universal aos seus 13 anos de idade, tendo esta começado a trabalhar com compositores aos 14. Yelich-O'Connor começou a compor canções aos "13 ou 14" anos, usando a sua própria guitarra. Em Dezembro de 2011, MacLachlan apresentou a jovem cantora a Joel Little, um compositor, produtor e antigo vocalista da banda Goodnight Nurse. Juntos, eles escreveram e gravaram cinco canções para um extended play (EP) no Little's Golden Age Studios em Morningside, Auckland, tendo concluído a produção em três semanas.
Em 2012, o EP The Love Club foi disponibilizado de graça no sítio de compartilhamento de áudio SoundCloud. Mais tarde, em Março de 2013, o EP foi lançado para vendas digitais na iTunes Store através da distribuidora fonográfica. O EP contém músicas compostas solenemente por Lorde (creditada sob o seu nome de nascença Ella Yelich-O'Connor) e Joel Little, e produzidas e arranjadas por apenas Little, incluindo "The Love Club", que aparece como a quarta faixa do alinhamento. A fim de promover o EP, Lorde fez um concerto no Le Poisson Rouge em Nova Iorque e cantou a música, assim como outras do The Love Club, a 6 de Agosto de 2013, tornando-se no seu primeiro concerto nos Estados Unidos. A 9 de Agosto de 2013, Lorde interpretou "The Love Club" e "Royals" (2013) na estação de rádio californiana KCRW.
"The Love Club" foi inclusa em Songs for the Philippines, um álbum de caridade lançado como forma de apoio às pessoas nas Filipinas que foram afectadas pelo Tufão Haiyan em meados de Novembro de 2013.

## Recepção
Aquando do lançamento do EP, "The Love Club" recebeu, na sua maioria, opiniões positivas pelos críticos especialistas em música contemporânea. Chris Schulz, escrevendo para o jornal The New Zealand Herald, disse que a canção era "o início de algo deveras bastante especial". James Christopher Monger, do portal Allmusic, e Nick Ward, para o The Nelson Mail, apontaram a música como um dos destaques do disco, juntamente com "Royals". Todd Luling, escrevendo para o The Huffington Post, apelidou a canção de "uma canção pop perfeita", enquanto Nick Manson, para a revista mX, chamou "The Love Club" de uma faixa "alegre e despreocupada".
"The Love Club" alcançou sucesso comercial na Nova Zelândia, atingindo o seu pico no número três da tabela de singles nacionais do país na semana de 25 de Março de 2013, e no número dezassete na tabela oficial de singles na mesma semana. Após ter ultrapassado a marca das 7,5 mil cópias vendidas em território neo-zelandês, recebeu o certificado de disco de ouro pela Recorded Music NZ (RMNZ). Nos Estados Unidos, "The Love Club" alcançou o posto dezoito da tabela de canções rock publicada pela revista Billboard. Na publicação de fim-de-ano dessa tabela musical, a canção foi sextagésima mais bem-sucedida. Além disso, alcançou a vigésima colocação na extensão de 25 canções da tabela oficial de canções.

## Créditos
Os créditos seguintes foram adaptados do encarte do EP The Love Club:
- Gravada no estúdio Golden Age em Auckland, Nova Zelândia
- Ella Yelich-O'Connor — vocais principais, composição, produção e arranjos
- Joel Little — composição, produção e arranjos
- Stuart Hawkes — engenharia acústica, masterização